# Файзиев, Бобомурад Карамович
Бобомурад Карамович Файзиев (род. 23 ноября 1960) — советский самбист.

## Карьера
Двукратный чемпион мира (1986, 1987). Обладатель Кубка мира (1982, Бильбао). В 1988 году был назван спортсменом года в Узбекистане.
Бронзовый призёр чемпионата СССР 1980 года. Двукратный (1986, 1987) чемпион СССР.
Чемпион Узбекистана (1978, 1981).
Имеет два высших образования: Ташкентский университет (юридический факультет, 1985), Узбекский институт физической культуры (1991). В 1988—1998 годах — главный тренер национальной сборной Узбекистана по самбо. С 1998 года начальник Управления Министерства внутренних дел Республики Узбекистан.